# 里尔区
里尔区（法語：Arrondissement de Lille）是法国北部省所辖的一个区。总面积879.5平方公里，总人口1244589，人口密度1415人/平方公里（2018年）。主要城镇为里尔。

## 辖区
里尔区辖有124个市镇。